# 어둠 속으로 사라진 아이들
《어둠 속으로 사라진 아이들》(영어: Vanished Into the Night)은 2024년 넷플릭스에서 공개한 이탈리아의 스릴러 영화이다.

## 줄거리
까다로운 이혼 소송으로 진흙탕 싸움에 한창인 아버지. 외딴 시골집에서 그와 함께 살던 두 자녀가 어느 날 갑자기 실종되자, 위험천만한 계획에 발을 들인다.

## 출연진

### 주연
- 리카르도 스카마르초 - 피에트로 역
- 애나벨 월리스 - 엘레나 역

### 조연
- 마시밀리아노 갈로 - 니콜라 역